# مايا إس. كريشنان
مايا إس. كريشنان (بالإنجليزية: Maya Sundarakrishnan)‏ هي ممثلة هندية، ولدت في 15 أبريل 1996 في مادوراي في الهند.